# Longia
Il termine longia indica, in ambito ippico, un tipico finimento composto da una corda piatta larga circa 4 cm e lunga circa 8 metri, che reca ad una delle estremità un moschettone (da agganciare alla testiera con "filetto" o alla cavezza) e, all'altra, una maniglia fatta con la stessa corda, ripiegata e cucita. 
Si utilizza per far lavorare, da terra, i cavalli ("lavoro alla corda"). Viene anche erroneamente chiamata "longhina da lavoro".